# Opus (álbum)
Opus é o álbum de estúdio de estreia do DJ sueco Eric Prydz, lançado no dia 5 de fevereiro de 2016 na Suécia pela Virgin Records. O álbum possui seis singles: "Every Day", "Liberate", "Generate", "Opus", "Breathe" and "Last Dragon".

## Singles
"Every Day" foi lançado dia 15 de outubro de 2012 como single principal do álbum, entrando nas paradas de sucesso da Bélgica e Holanda. "Liberate" foi lançado como segundo single de Opus em 3 de junho de 2014, tendo sido usado no jogo de corrida Forza Horizon 2, do mesmo ano. "Generate" foi lançado em 18 de junho de 2015 e "Opus" dia 17 de agosto, entrando nas paradas de Bélgica. "Breathe" foi lançado 8 de janeiro de 2016 e o último single, "Last Dragon", foi lançado dia 2 de fevereiro do mesmo ano.

## Lista de Músicas
Opus inclui as músicas abaixo. A versão de CD foi divida em dois discos.
| Disco 1 |                 |         |  |
| N.º     | Título          | Duração |  |
| 1.      | "Liam"          | 5:44    |  |
| 2.      | "Black Dyce"    | 6:17    |  |
| 3.      | "Collider"      | 5:23    |  |
| 4.      | "Som Sas"       | 6:37    |  |
| 5.      | "Last Dragon"   | 6:45    |  |
| 6.      | "Moody Mondays" | 4:42    |  |
| 7.      | "Floj"          | 7:45    |  |
| 8.      | "Trubble"       | 7:48    |  |
| 9.      | "Klepht"        | 6:08    |  |
| 10.     | "Eclipse"       | 5:58    |  |

| Disco 2 |                        |         |  |
| N.º     | Título                 | Duração |  |
| 1.      | "Sunset at Café Mambo" | 6:30    |  |
| 2.      | "Breathe"              | 3:09    |  |
| 3.      | "Generate"             | 7:11    |  |
| 4.      | "Oddity"               | 8:05    |  |
| 5.      | "Mija"                 | 6:31    |  |
| 6.      | "Every Day"            | 7:14    |  |
| 7.      | "Liberate"             | 6:44    |  |
| 8.      | "The Matrix"           | 7:16    |  |
| 9.      | "Opus"                 | 9:03    |  |